# Orthozona quadrilineata
Orthozona quadrilineata là một loài bướm đêm trong họ Noctuidae.